# NGC 2608
NGC 2608 é uma galáxia espiral barrada (SBb) localizada na direcção da constelação de Cancer. Possui uma declinação de +28° 28' 24" e uma ascensão recta de 8 horas, 35 minutos e 17,2 segundos.
A galáxia NGC 2608 foi descoberta em 12 de Março de 1785 por William Herschel.